# Franziska Schutzbach

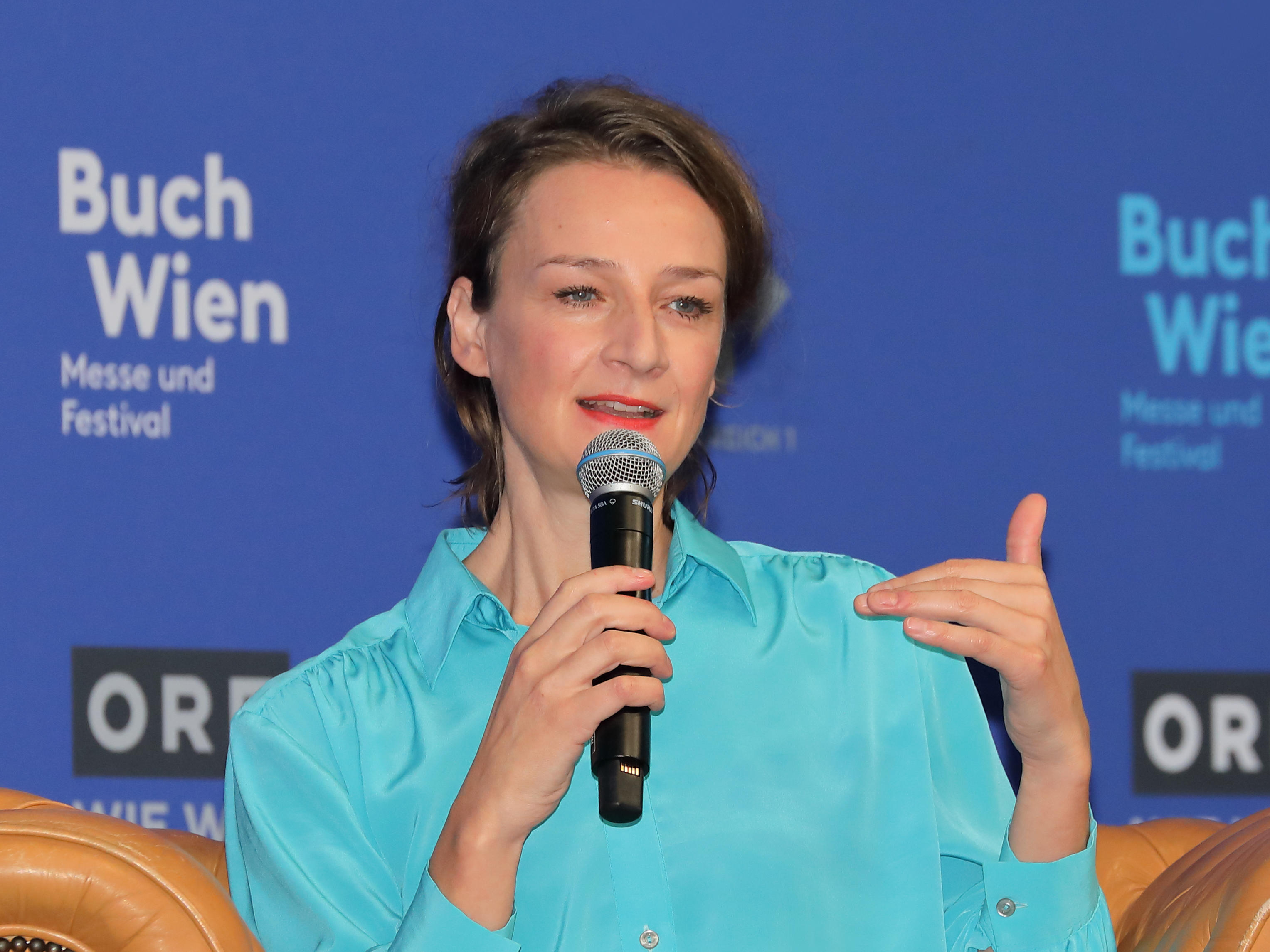
Franziska Schutzbach, 2022

Franziska Schutzbach (* 1978 in Würzburg) ist eine in der Schweiz lebende deutsche Geschlechterforscherin und Soziologin.

## Leben und Wirken
Franziska Schutzbach ist die Tochter einer Theaterpädagogin und eines Lehrers; die Familie wanderte 1982 aus Deutschland in die Schweiz ein. Als Schülerin am Deutschen Gymnasium Biel organisierte Schutzbach 1996 einen großen Schulstreik, der die „ökologische Rettung der Erde“ und atomare Abrüstung zum Thema hatte.
Mit 22 Jahren wurde sie Mutter eines Sohnes. 2007 kam ihr zweites Kind auf die Welt, eine Tochter. Schutzbach äußerte gegenüber der TagesWoche, sie habe Elternschaft mit ihren Partnern aushandeln müssen und nur so „eine gleichberechtigte Aufteilung von Familien- und Erwerbsarbeit“ erreicht. 2014 zog sie mit ihrem Partner Mikael Krogerus wieder nach Biel.
Schutzbach studierte an der Universität Basel Soziologie, Medienwissenschaften und Gender Studies und schloss das Studium 2008 mit der Magistra Artium ab. 2019 wurde sie an der Universität Basel mit einer Dissertation zum Thema Politiken der Generativität. Reproduktive Gesundheit, Bevölkerung und Geschlecht. Das Beispiel der Weltgesundheitsorganisation promoviert. Sie war als Lehrbeauftragte an der Universität Basel, der Technischen Universität Berlin und der Ludwig-Maximilians-Universität München tätig. Seit Juli 2022 ist sie als Gast am Geografischen Institut der Universität Bern mit einem Forschungsprojekt über den Zugang zu Schwangerschaftsabbruch in ländlichen Gebieten in der Schweiz.
Ihre Schwerpunkte in Forschung, Lehre und Publikationen sind Reproduktionspolitiken und Geschlechterverhältnisse, Rechtspopulismus sowie Antifeminismus. Mit Rhetorik der Rechten befasst sich ihr 2018 erschienenes Buch. In ihrem Text Dominante Männlichkeiten und neoreaktionäre Weltanschauungen in der Pick-Up-Artist-Szene beschäftigte sich Schutzbach mit der „Radikalisierung und Politisierung der maskulistischen Szene“. Sie untersuchte besonders die Pick-Up Artists, die in den USA als eine Art Selbsthilfegruppe für verunsicherte Männer starteten, die lernen wollten, Frauen zu „erobern“, und inzwischen in weiten Teilen der Welt in Blogs und Foren, aber auch offline, aktiv sind. Laut Inga Barthels im Tagesspiegel dokumentiert Schutzbach, wie diese Gruppierung zunehmend mit rechtsnationalen Bewegungen zusammenarbeitet, und analysiert die Zusammenhänge von Anti-Gender-Diskursen, Antifeminismus und Rechtspopulismus, die sich in der gesamten westlichen Welt beobachten ließen.
Sie schreibt für das Online-Magazin Geschichte der Gegenwart, war im Vorstand von Brava gemeinsam gegen Gewalt an Frauen, ehemals Terre des Femmes Schweiz, und Mitglied der Gleichstellungskommission Basel-Stadt. Schutzbach war 2016 Mitinitiantin des Twitter-Hashtags #SchweizerAufschrei, der nach dem Vorbild von #Aufschrei in Deutschland eine breite öffentliche Debatte über sexualisierte Gewalt und sexuelle Belästigung in der Schweiz auslöste.
Ein Beitrag in ihrem privaten Blog vom Mai 2016 hatte im November 2017 eine polemische Berichterstattung der Weltwoche und Basler Zeitung über Schutzbach zu Folge. Schutzbach hatte behauptet, es würde nicht funktionieren, rechtsnationale Kräfte in Europa, namentlich der Schweizerischen Volkspartei (SVP), „auf formal-demokratischem Weg zurückzudrängen“. Es brauche daher zivilen und „parlamentarische[n] Ungehorsam“. Beispielsweise schlug sie vor, andere Abgeordnete sollten Nationalratssitzungen verlassen, „in der ein extremer Rechter den Mund aufmacht“, und „Taxiunternehmen und Fluggesellschaften sollten keine Rechtsnationalen mehr transportieren“.
In Die Erschöpfung der Frauen analysiert sie 2021 ein gesellschaftliches System, das an einem überholten Frauenbild festhalte und damit das Wohl aller aufs Spiel setze. Sie zeigt in dem Buch zudem emanzipatorische Praxen und Ideen auf. Das Sachbuch war zeitweise auf Platz 4 der wöchentlichen Bestsellerliste des Schweizer Buchhändler- und Verleger-Verbands.

## Veröffentlichungen (Auswahl)
- Bevölkerung, Krise, Nation. In: Karin Hostettler, Sophie Vögele (Hrsg.): Diesseits der imperialen Geschlechterordnung. (Post-)koloniale Reflexionen über den Westen. Transcript Verlag, Bielefeld 2014, ISBN 978-3-8376-2343-7. S. 77–106.
- Vom Antifeminismus zum ‹Antigenderismus› – Eine zeitdiagnostische Betrachtung am Beispiel Schweiz. Gemeinsam mit Andrea Maihofer, in: Hark, Sabine; Paula Villa (Hrsg.) (2015): (Anti-)Genderismus: Sexualität und Geschlecht als Schauplätze aktueller politischer Auseinandersetzungen. Transcript, Bielefeld 2015, ISBN 978-3-8376-3144-9.
- Dominante Männlichkeit und neoreaktionäre Weltanschauungen in der Pick-Up-Artist-Szene. In: Feministische Studien 2018, S. 305–321.
- Rhetorik der Rechten: Rechtspopulistische Diskursstrategien im Überblick. Xanthippe, Zürich/München 2018, ISBN 978-3-905795-60-8.
- I will be different every time: Schwarze Frauen in Biel. Gemeinsam mit Fork Burke, Myriam Diarra, verlag die brotsuppe, Biel 2020, ISBN 978-3-03867-025-4.
- Politiken der Generativität: Reproduktive Gesundheit, Bevölkerung und Geschlecht. Das Beispiel der Weltgesundheitsorganisation. Transcript Verlag, Bielefeld 2020. doi:10.14361/9783839450222
- Die Erschöpfung der Frauen. Wider die weibliche Verfügbarkeit. Droemer HC, München 2021, ISBN 978-3-426-27858-1.
- Rhetorische Strategien. Wie rechtes Denken in der Mitte der Gesellschaft anschlussfähig gemacht wird. In: Virchow, F., Hoffstadt, A., Heß, C., Häusler, A. (eds) Handbuch Rechtsextremismus. Springer VS, Wiesbaden. doi:10.1007/978-3-658-38373-2_40-1.
- Revolution der Verbundenheit. Wie weibliche Solidarität die Gesellschaft verändert. Droemer HC, München 2024, ISBN 978-3-426-27904-5.